# Tabuda superba
Tabuda superba är en tvåvingeart som först beskrevs av Frey 1921.  Tabuda superba ingår i släktet Tabuda och familjen stilettflugor. Inga underarter finns listade i Catalogue of Life.